# Cibola National Forest
Der Cibola National Forest ist ein in New Mexico gelegener National Forest. Das Schutzgebiet der IUCN-Kategorie VI umfasst eine Fläche von 6.612 km² und wurde nach der legendären goldenen Stadt  Cibola benannt, wobei der dem Begriff bei den Zuñi vermutlich ihre Siedlungen beziehungsweise ihr Stammgebiet bezeichnete.
Innerhalb des Schutzgebietes gibt es diverse Freizeit- und Erholungsangebote, wie Kletter- und Angelmöglichkeiten, sowie Reitpfade. Zudem werden Bereiche des National Forest intensiv für Forst- und Landwirtschaft genutzt.
Wie alle National Forests ist das Waldgebiet im Besitz der Bundesregierung und wird intensiv forstwirtschaftlich genutzt.

## Flora und Fauna
Das Gelände des Cibola National Forest erreicht Höhen von 1.500 m bis 3.445 m. Untersuchungen legen Nahe, das im Schutzgebiet mehr Säugetier- und Vogelarten leben, als in jedem anderen Ökosystem im Südwesten der Vereinigten Staaten. So lassen sich über 200 seltene Pflanzen und Tierarten nachweisen, von denen über 30 als gefährdet oder bedroht eingestuft wurden.
Zu den heimischen Tierarten gehören unter anderem der Amerikanische Schwarzbär, Präriehunde, Gabelbock, Fleckenkauz oder Truthuhn. Da der Rio Grande durch das Schutzgebiet fließt, lassen sich hier im Frühling und im Herbst viele Zugvögel nieder.
Genauso vielfältig wie die Tierwelt, ist die dort heimische Pflanzenwelt. So bestehen die Wälder aus Kieferngewächsen, Engelmann-Fichte, Pappeln, Tannen, Wacholder, Weiden oder Ahorn.

## Weitere Schutzgebiete innerhalb des Waldes
Zum National Forest gehören vier Totalreservate mit einer Gesamtfläche von 557 km², die als Wilderness Area ausgewiesen sind:
- Apache Kid National Wilderness
- Manzano Mountain National Wilderness
- Sandia Mountain National Wilderness
- Withington National Wilderness

Weitere 1.065 km² des National Forest sind als United States National Grassland deklariert, welche sich in vier einzelne Gebiete aufteilen:
- Black Kettle National Grassland
- Kiowa National Grassland
- McClellan Creek National Grassland
- Rita Blanca National Grassland

## Geschichte
Es konnte durch Ausgrabung nachgewiesen werden, dass das Gebiet bereits vor über 14.000 Jahren von Paläoindianern besiedelt wurde. In der Neuzeit wurde das Gebiet vor allem von Apachen besiedelt. So haben Cochise und Geronimo ihre Wurzeln im Magdalena Ranger District des Parks und das Grab von Apache Kid soll in der Apache Kid Wilderness liegen. Zeitweise sollen auch Butch Cassidy und seine Bande hier Unterschlupf gefunden haben. Eindrücke aus dieser Zeit wurden durch Aldo Leopold beschrieben.
Ende des 18. Jahrhunderts wurde das Gebiet als Forest Reserve eingestuft und schließlich am 3. Dezember 1931 zum National Forest erklärt.

## Bilder

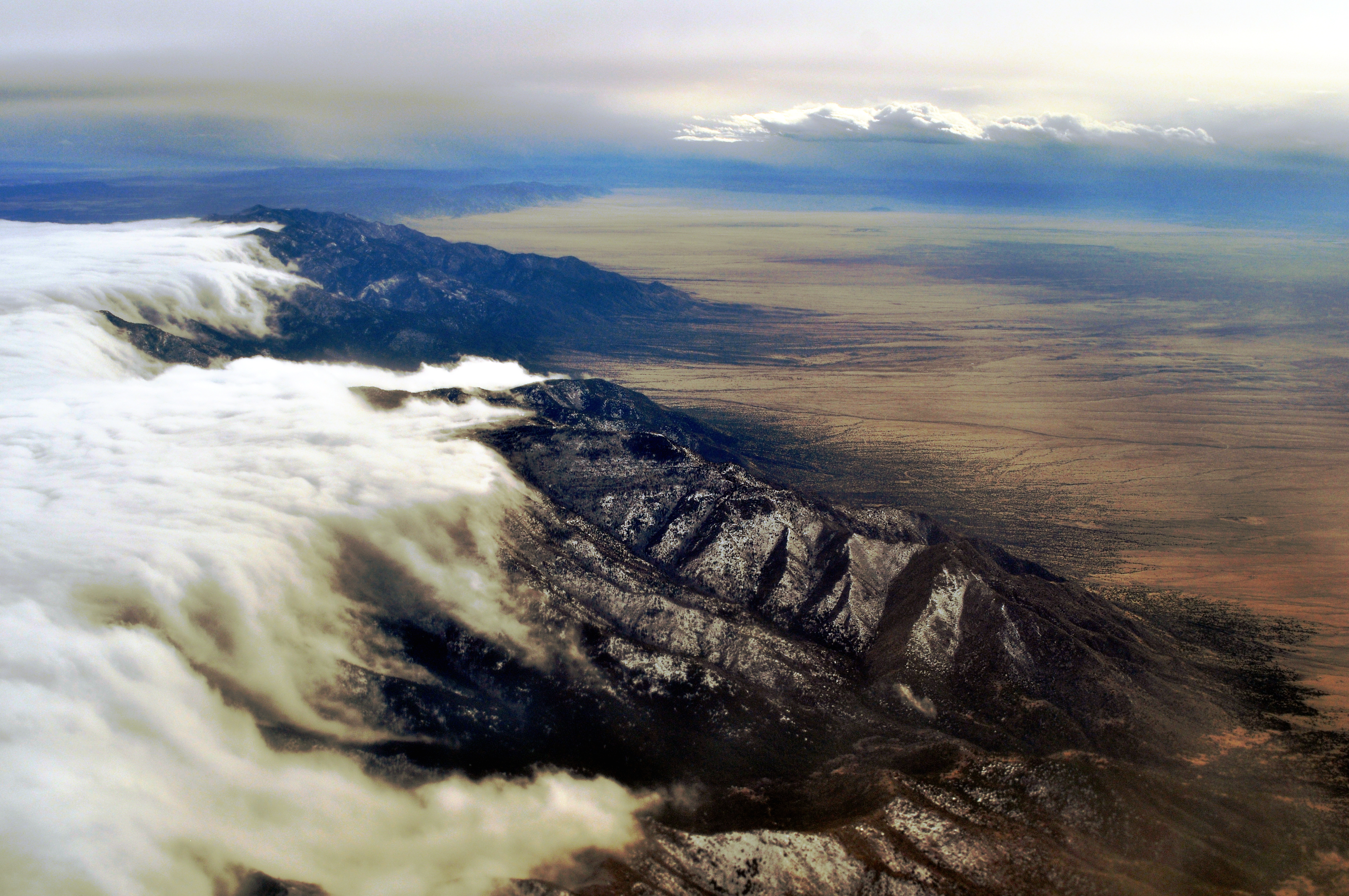
Luftbild des Cibola National Forest
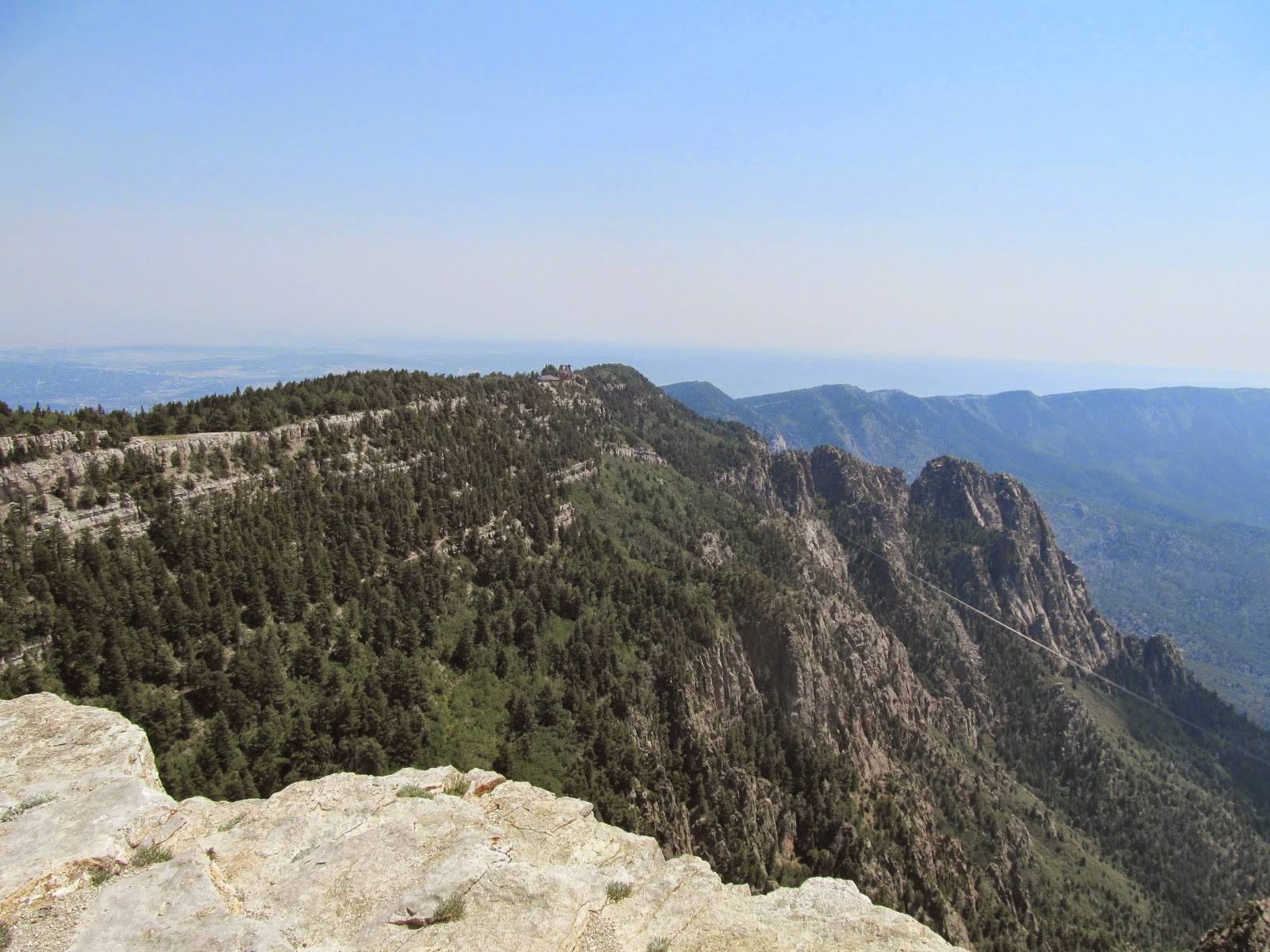
Blick vom Sandia Crest
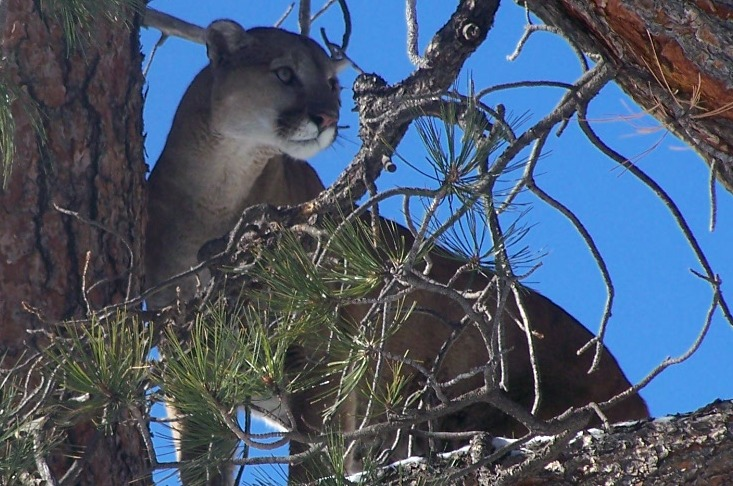
Puma im National Forest
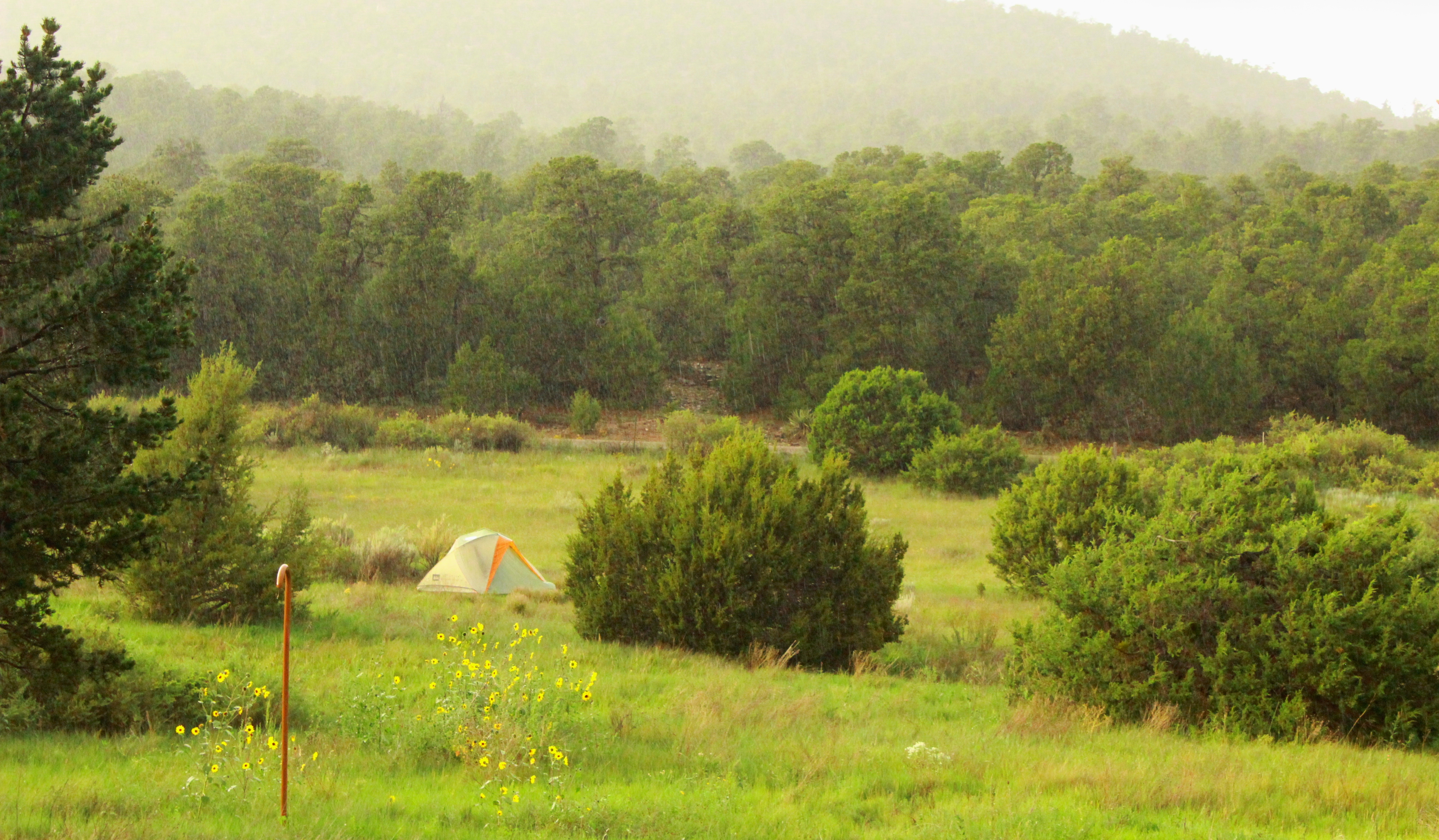
Zeltplatz im Schutzgebiet
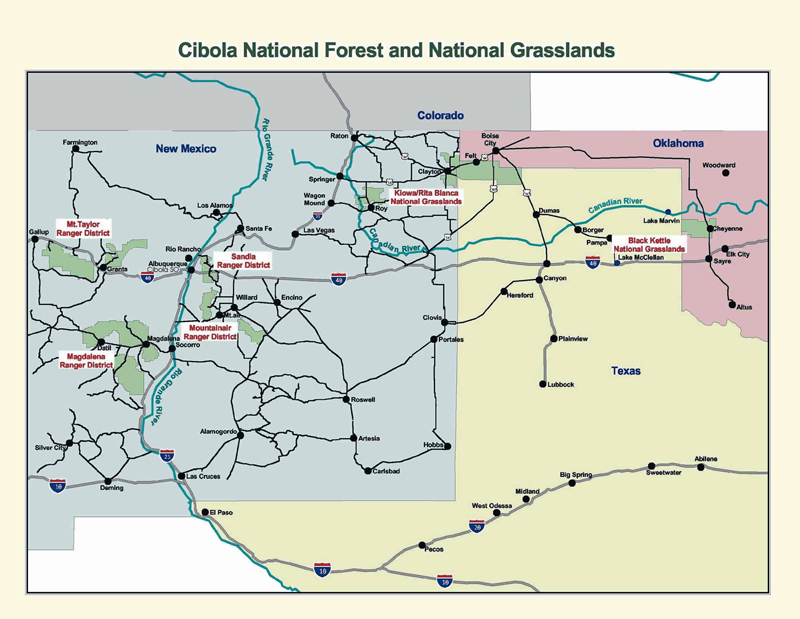
Karte des Gebietes